# Championnats d'Europe de trampoline 2006
Navigation
Édition précédente Édition suivante
Les 20e Championnats d'Europe de trampoline, tumbling et double mini-trampoline ont lieu à Metz en France du 25 mai 2006 au 27 mai 2006. 

## Résultats

### Senior
| Épreuves                                   | Or                                                     | Argent                                                                     | Bronze                                                                      |
| ------------------------------------------ | ------------------------------------------------------ | -------------------------------------------------------------------------- | --------------------------------------------------------------------------- |
| Hommes                                     |                                                        |                                                                            |                                                                             |
| Trampoline par équipe résultats détaillés  | Allemagne 116,1 pts                                    | France Sébastien Laïfa Mickaël Jala David Martin Grégoire Pennes 114,9 pts | Biélorussie 111,8 pts                                                       |
| Double Mini par équipe résultats détaillés | Portugal 110,40 pts                                    | Espagne 105,03 pts                                                         | Bulgarie 84,00 pts                                                          |
| Tumbling par équipe résultats détaillés    | Royaume-Uni 104,00 pts                                 | Pologne 103,10 pts                                                         | Biélorussie 101,00 pts                                                      |
| Individuel résultats détaillés             | Alexander Rusakov (RUS) 39,6 pts                       | German Chnytschew (RUS) 39,3 pts                                           | David Martin (FRA) 39,1 pts                                                 |
| Double Mini résultats détaillés            | Alexei Ilichev (RUS) 73,20 pts                         | Kirill Ivanov (RUS) 72,20 pts                                              | Pedro Sousa (POR) 72,00 pts                                                 |
| Tumbling résultats détaillés               | Tagir Murtarzev (RUS) 74,00 pts                        | Alexander Gontcharov (RUS) 72,1 pts                                        | Michael Barnes (GBR) 71,2 pts                                               |
| Synchro résultats détaillés                | Mickaël Jala (FRA) Sébastien Laifa (FRA) 50,60 pts     | Diogo Ganchinho (POR) Nuno Merino (POR) 49,60 pts                          | Dennis Luxon (GER) Henrik Stehlik (GER) 49,10 pts                           |
| Femmes                                     |                                                        |                                                                            |                                                                             |
| Trampoline par équipe résultats détaillés  | Ukraine 108,20 pts                                     | Biélorussie 108,00 pts                                                     | Royaume-Uni 107,4 pts                                                       |
| Double Mini par équipe résultats détaillés | Russie 102,30 pts                                      | Portugal 100,10 pts                                                        | Royaume-Uni 63,20 pts                                                       |
| Tumbling par équipe résultats détaillés    | Royaume-Uni 101,00 pts                                 | Russie 100,10 pts                                                          | France Mélanie Avisse Elisa Faure Marion Limbach Delphine François 94,5 pts |
| Synchro résultats détaillés                | Natalia Chernova (RUS) Irina Karavaeva (RUS) 48,00 pts | Yuliya Domchevska (UKR) Olena Movchan (UKR) 47,00 pts                      | Anna Dogonadze (GER) Jessica Simon (GER) 46,60 pts                          |
| Double Mini résultats détaillés            | Svetlana Balandina (RUS) 69,30 pts                     | Victoria Voronina (RUS) 67,70 pts                                          | Silvia Saiote (POR) 65,10 pts                                               |
| Tumbling résultats détaillés               | Samantha Palmer (GBR) 70,00 pts                        | Anna Korobainikova (RUS) 69,20 pts                                         | Alina Yarullova (RUS) 65,50 pts                                             |
| Individuel résultats détaillés             | Irina Karavaeva (RUS) 38,60 pts                        | Anna Dogonadze (GER) 38,00 pts                                             | Tatiana Petrenia (BLR) 37,30 pts                                            |

### Junior
| Épreuves                                   | Or                                        | Argent                                       | Bronze                                    |
| ------------------------------------------ | ----------------------------------------- | -------------------------------------------- | ----------------------------------------- |
| Hommes                                     |                                           |                                              |                                           |
| Trampoline par équipe résultats détaillés  | France                                    | Biélorussie                                  | Russie                                    |
| Double Mini par équipe résultats détaillés | Espagne                                   | Russie                                       | Portugal                                  |
| Tumbling par équipe résultats détaillés    | Russie                                    | Biélorussie                                  | Royaume-Uni                               |
| Individuel résultats détaillés             | Mikhail Melnik (RUS)                      | Roman Danilov (BLR)                          | Aleksandr Yatskov (BLR)                   |
| Double Mini résultats détaillés            | Pavel Gorchakov (RUS)                     | Jenten Roels (BEL)                           | Mario Pereira (POR)                       |
| Tumbling résultats détaillés               | Evgeniy Zinukov (RUS)                     | Constantin Graviev (RUS)                     | Dzmitry Darashuk (BLR)                    |
| Synchro résultats détaillés                | Mikhail Melnik (RUS) Dmitry Rozhkov (RUS) | Alexis Kovgar (SUI) Loic Schir (SUI)         | Immanuel Kober (GER) Daniel Schmidt (GER) |
| Femmes                                     |                                           |                                              |                                           |
| Trampoline par équipe résultats détaillés  | Ukraine                                   | Espagne                                      | Géorgie                                   |
| Double Mini par équipe résultats détaillés | Russie                                    | Royaume-Uni                                  | Espagne                                   |
| Tumbling par équipe résultats détaillés    | Royaume-Uni                               | Ukraine                                      | Russie                                    |
| Synchro résultats détaillés                | Olga Kapustina (BLR) Olga Sinitsina (BLR) | Yasmin Gumbs (GBR) Danielle Pietruszka (GBR) | Tara Fokke (NED) Anita Pot (NED)          |
| Double Mini résultats détaillés            | Noelia Serrano (ESP)                      | Hannah Moses (GBR)                           | Soraia Santana (POR)                      |
| Tumbling résultats détaillés               | Elena Krasnokutskaya (RUS)                | Sarah Turner (GBR)                           | Ekaterina Reynbakh (RUS)                  |
| Individuel résultats détaillés             | Luba Golovina (GEO)                       | Viktoriya Gurova (UKR)                       | Olga Sinitsina (BLR)                      |